# Eczacıbaşı Stambuł

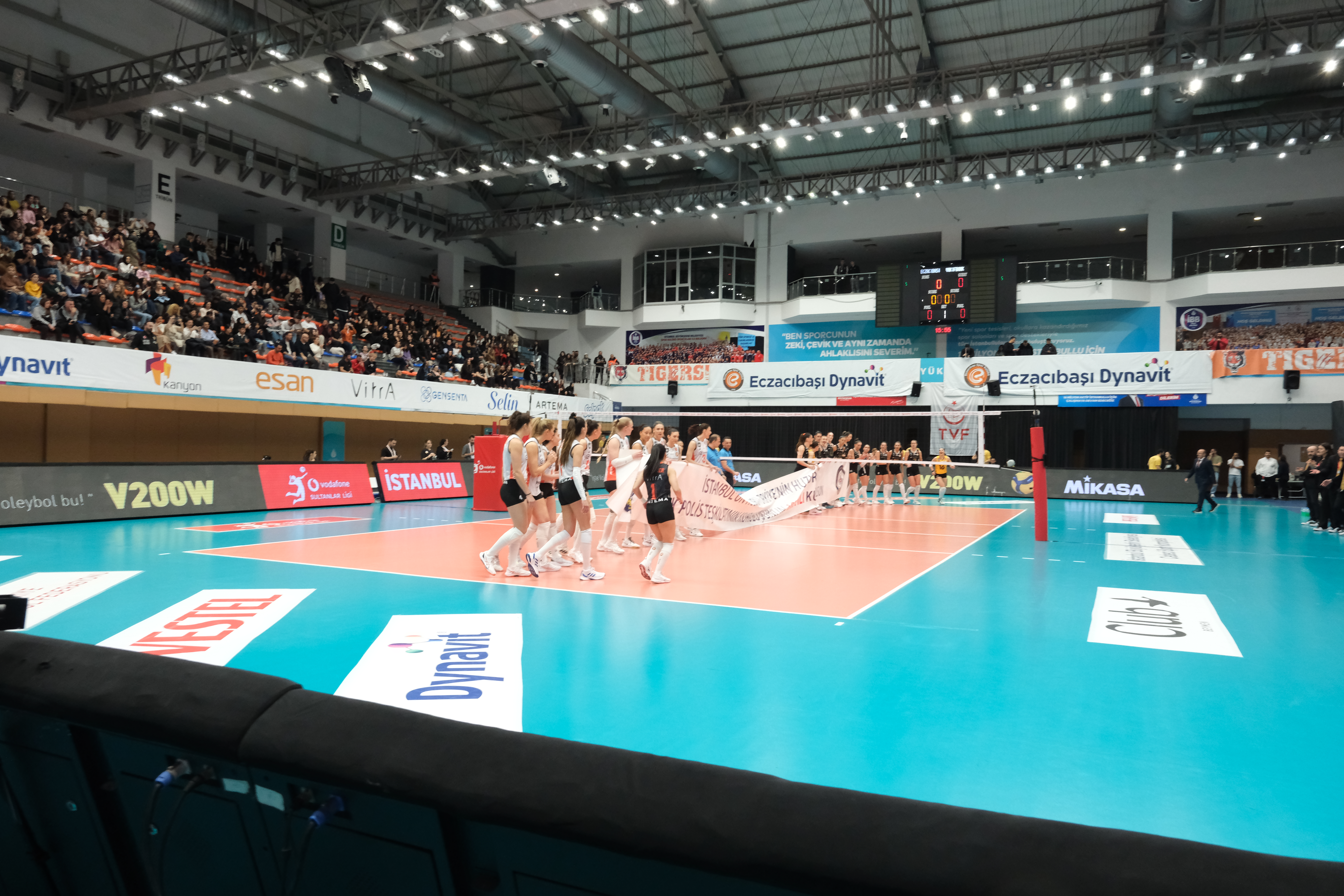
W obiekcie İBB Cebeci Spor Kompleksi od sezonu 2024/2025 klub rozgrywa swoje mecze domowe

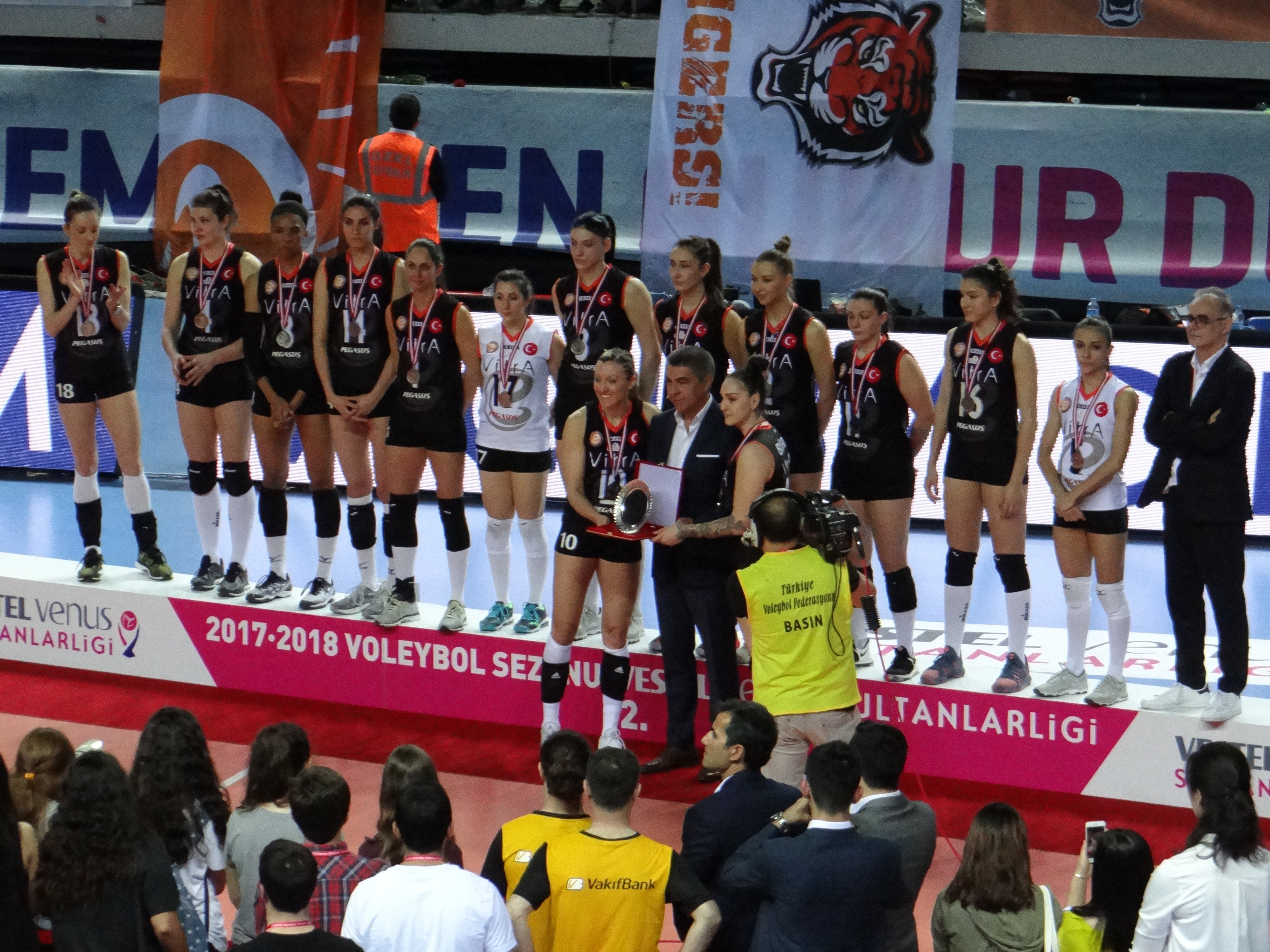
Zawodniczki Eczacıbaşı Stambuł srebrnymi medalistkami Mistrzostw Turcji w sezonie 2017/2018

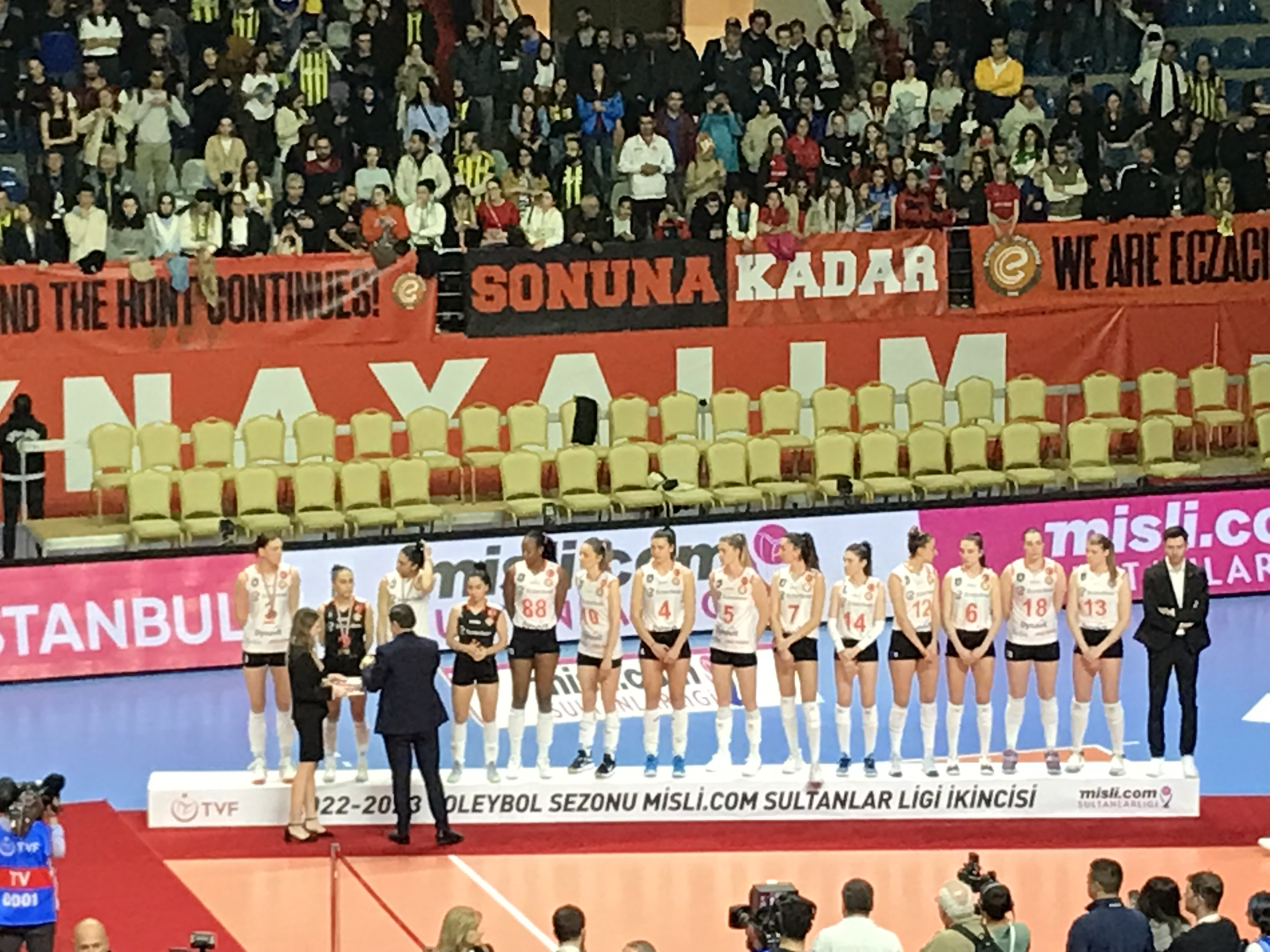
Zawodniczki Eczacıbaşı Stambuł srebrnymi medalistkami Mistrzostw Turcji w sezonie 2022/2023

Eczacıbaşı Stambuł (wym. [edʒ.zaː.ˌdʒɯ.ba.ˈʃɯ]) – turecki żeński klub siatkarski powstały w 1966 roku w Stambule. Klub regularnie uczestniczy w Lidze Mistrzyń. Obecnie klub występuje pod nazwą Eczacıbaşı Dynavit Stambuł.

## Nazwy klubu
- 1966-2007 Eczacıbaşı Stambuł
- 2007-2010 Eczacıbaşı Zentiva Stambuł
- 2010-2021 Eczacıbaşı VitrA Stambuł
- 2021- Eczacıbaşı Dynavit Stambuł

## Sukcesy

### na arenie krajowej
Mistrzostwo Turcji:
- 1978, 1979, 1980, 1981, 1982, 1983, 1984, 1985, 1986, 1987, 1988, 1989, 1994, 1995, 1999, 2000, 2001, 2002, 2003, 2006, 2007, 2008, 2012
- 1972, 1990, 1991, 1993, 1998, 2009, 2013, 2018, 2019, 2023, 2024[1]
- 1970, 1971, 1992, 1996, 2004, 2005, 2010, 2011, 2014, 2015, 2016, 2022[2], 2025[3]

Puchar Turcji:
- 1999, 2000, 2001, 2002, 2003, 2009, 2011, 2012, 2019

Superpuchar Turcji:
- 2011, 2012, 2018, 2019, 2020

### na arenie międzynarodowej
Liga Mistrzyń:
- 2015
- 1980, 2023[4]
- 2000, 2017

Puchar CEV:
- 2018, 2022[5]
- 1993

Puchar Europy Zdobywczyń Pucharów:
- 1999

Puchar Top Teams:
- 2005

Klubowe Mistrzostwa Świata:
- 2015, 2016, 2023[6]
- 2019
- 2018, 2022[7]

## Trenerzy
| Lata                      | Imię i nazwisko       |
| ------------------------- | --------------------- |
| 1998–2000                 | Gökhan Edman          |
| 2000–2001                 | Andrzej Niemczyk      |
| 2001–2002                 | Mehmet Bedestenlioğlu |
| 2002–2003                 | Gökhan Sezal          |
| 2003–2004                 | Ivica Jelić           |
| 2004–2007                 | Marco Aurélio Motta   |
| 2007–2010 (do 25.02.2010) | Giuseppe Cuccarini    |
| 2010–2010 (od 25.02.2010) | Gökhan Sezal          |
| 2010–2014                 | Lorenzo Micelli       |
| 2014–2016                 | Giovanni Caprara      |
| 2016–2017                 | Massimo Barbolini     |
| 2017–2021                 | Marco Aurélio Motta   |
| 2021–2025 (do 17.03.2025) | Ferhat Akbaş          |
| 2025–2025 (od 17.03.2025) | Hüseyin Doğanyüz      |
| 2025–                     | Giulio Bregoli        |

## Kadra

### Sezon 2025/2026[10]
| Nr | Imię i nazwisko   | Data ur. | Wzrost | Pozycja               |
| -- | ----------------- | -------- | ------ | --------------------- |
| 1  | Tuna Aybüke Özel  | 2002     | 162    | libero                |
| 2  | Simge Aköz        | 1991     | 168    | libero                |
| 8  | Sinead Jack-Kısal | 1993     | 190    | środkowa              |
| 10 | Yaprak Erkek      | 2001     | 182    | przyjmująca           |
| 12 | Elif Şahin        | 2001     | 190    | rozgrywająca          |
| 14 | Dana Rettke       | 1999     | 203    | środkowa              |
| 16 | Anna Nicoletti    | 1996     | 193    | atakująca             |
| 22 | Kathryn Boden     | 1998     | 201    | przyjmująca           |
|    | Magdalena Stysiak | 2000     | 203    | atakująca             |
|    | Emily Maglio      | 1996     | 189    | środkowa              |
|    | Ebrar Karakurt    | 2000     | 196    | przyjmująca/atakująca |
|    | Meliha Diken      | 1993     | 188    | przyjmująca           |
|    | Dilay Özdemir     | 2005     | 186    | rozgrywająca          |
|    | Bengisu Aygün     | 2004     | 187    | środkowa              |

### Sezon 2024/2025

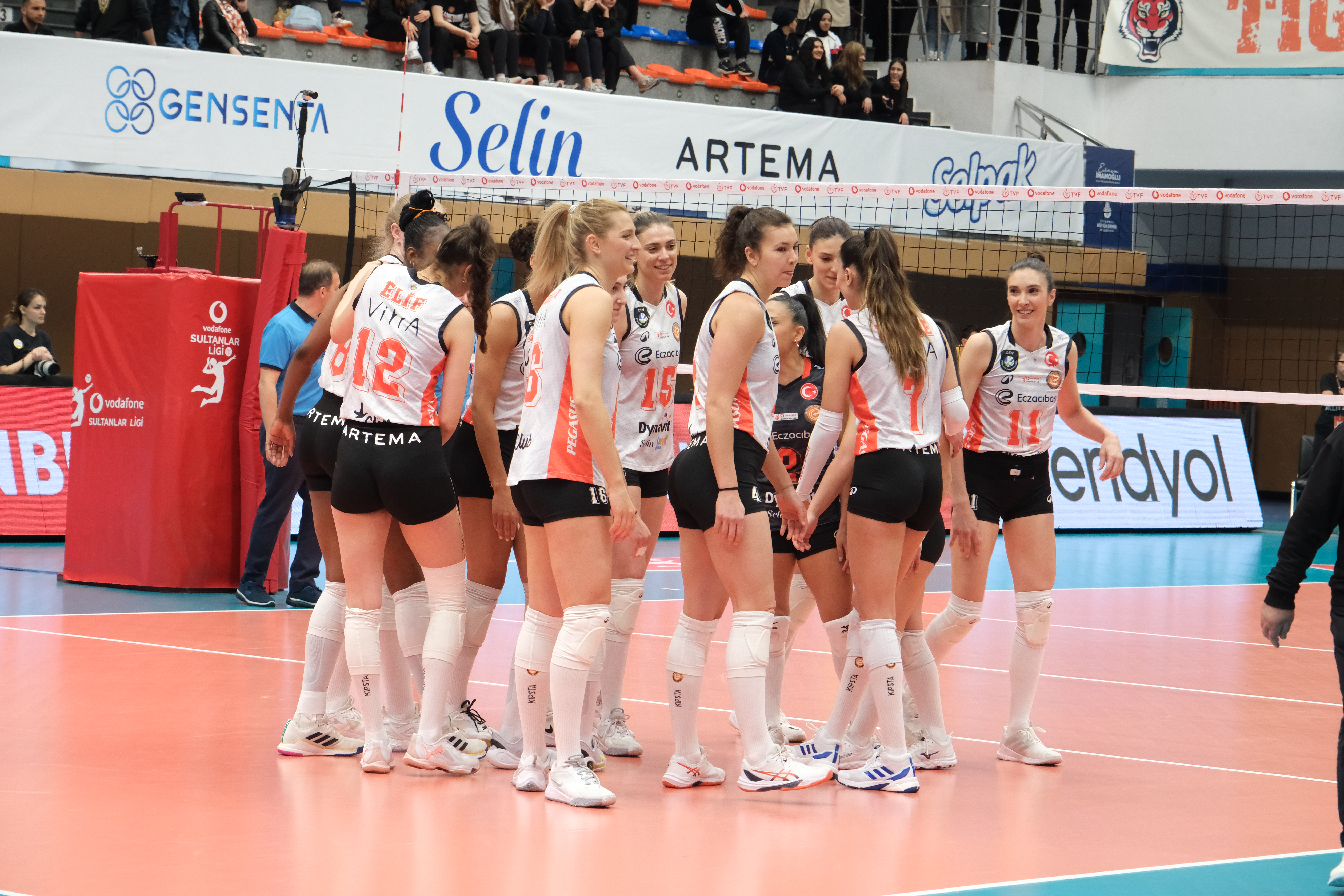
Zawodniczki Eczacıbaşı Stambuł w sezonie 2024/2025

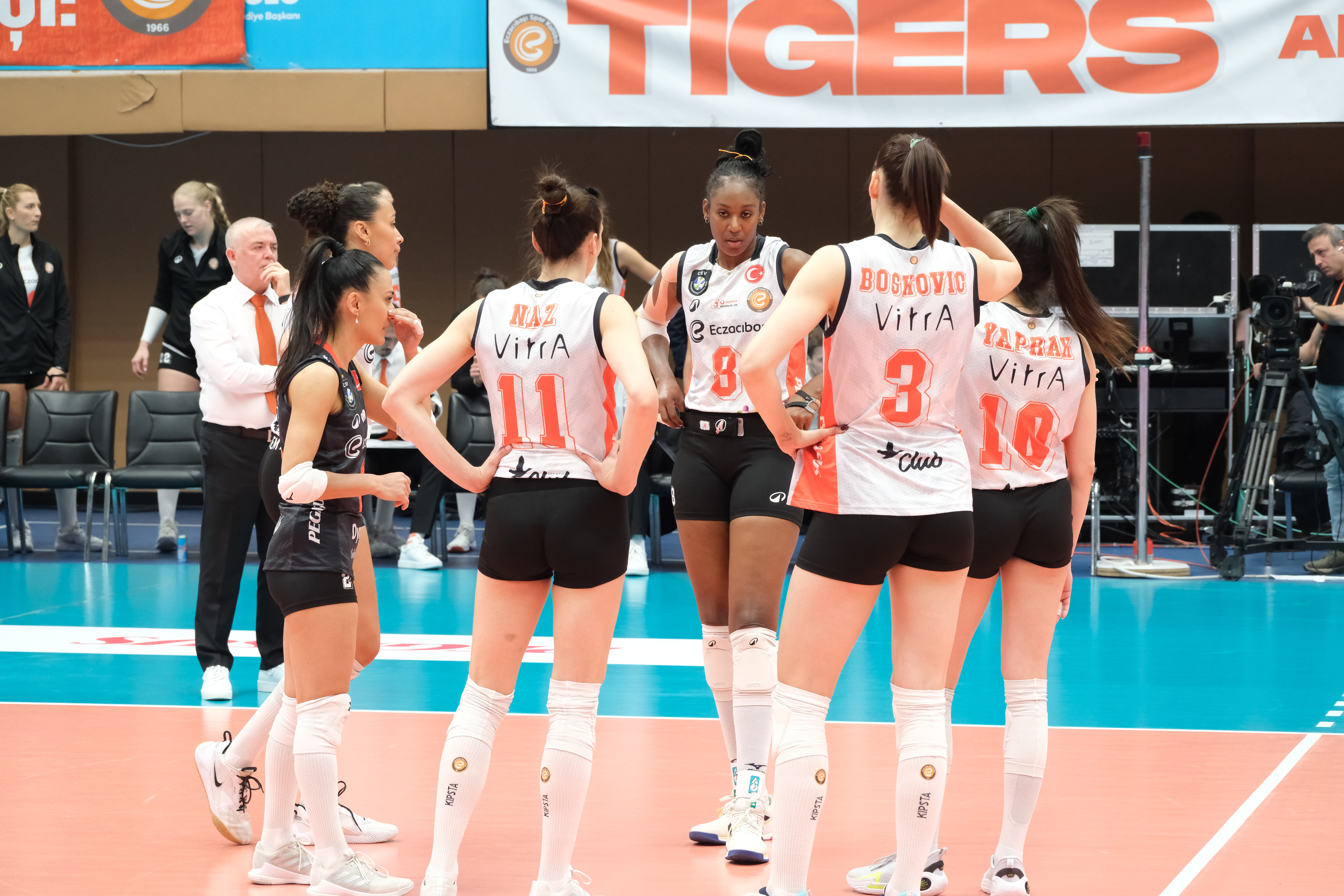
Zawodniczki Eczacıbaşı Stambuł w sezonie 2024/2025

| Nr | Imię i nazwisko   | Data ur. | Wzrost | Pozycja      |
| -- | ----------------- | -------- | ------ | ------------ |
| 1  | Tuna Aybüke Özel  | 2002     | 162    | libero       |
| 2  | Simge Aköz        | 1991     | 168    | libero       |
| 3  | Tijana Bošković   | 1997     | 191    | atakująca    |
| 4  | Beyza Arıcı       | 1995     | 191    | środkowa     |
| 7  | Hande Baladın     | 1997     | 189    | przyjmująca  |
| 8  | Sinead Jack-Kısal | 1993     | 190    | środkowa     |
| 9  | Alexa Gray        | 1994     | 185    | przyjmująca  |
| 10 | Yaprak Erkek      | 2001     | 182    | przyjmująca  |
| 11 | Naz Aydemir Akyol | 1990     | 186    | rozgrywająca |
| 12 | Elif Şahin        | 2001     | 190    | rozgrywająca |
| 14 | Dana Rettke       | 1999     | 203    | środkowa     |
| 15 | Jovana Stevanović | 1992     | 190    | środkowa     |
| 16 | Anna Nicoletti    | 1996     | 193    | atakująca    |
| 22 | Kathryn Boden     | 1998     | 201    | przyjmująca  |

### Sezon 2023/2024
| Nr | Imię i nazwisko                  | Data ur. | Wzrost | Pozycja      |
| -- | -------------------------------- | -------- | ------ | ------------ |
| 1  | Tuna Aybüke Özel                 | 2002     | 162    | libero       |
| 2  | Simge Aköz                       | 1991     | 168    | libero       |
| 3  | Tijana Bošković                  | 1997     | 191    | atakująca    |
| 4  | Beyza Arıcı                      | 1995     | 191    | środkowa     |
| 7  | Hande Baladın                    | 1997     | 189    | przyjmująca  |
| 8  | Yasemin Güveli (do 05.01.2024)   | 1999     | 187    | środkowa     |
| 9  | Alexa Gray                       | 1994     | 185    | przyjmująca  |
| 10 | Yaprak Erkek                     | 2001     | 182    | przyjmująca  |
| 11 | Naz Aydemir Akyol                | 1990     | 186    | rozgrywająca |
| 12 | Elif Şahin                       | 2001     | 190    | rozgrywająca |
| 15 | Jovana Stevanović                | 1992     | 190    | środkowa     |
| 18 | Irina Woronkowa                  | 1995     | 190    | przyjmująca  |
| 19 | Defne Başyolcu                   | 2006     | 190    | atakująca    |
| 20 | Martyna Czyrniańska              | 2003     | 191    | przyjmująca  |
| 28 | Yasemin Yıldırım (od 11.01.2024) | 1995     | 189    | środkowa     |
| 88 | Sinead Jack-Kısal                | 1993     | 190    | środkowa     |

### Sezon 2022/2023
| Nr | Imię i nazwisko     | Data ur. | Wzrost | Pozycja      |
| -- | ------------------- | -------- | ------ | ------------ |
| 1  | Tuna Aybüke Cetinay | 1991     | 162    | libero       |
| 2  | Simge Aköz          | 1991     | 168    | libero       |
| 3  | Tijana Bošković     | 1997     | 191    | atakująca    |
| 4  | Beyza Arıcı         | 1995     | 191    | środkowa     |
| 5  | Laura Heyrman       | 1993     | 186    | środkowa     |
| 6  | Saliha Şahin        | 1998     | 185    | przyjmująca  |
| 7  | Hande Baladın       | 1997     | 189    | przyjmująca  |
| 8  | Yasemin Güveli      | 1999     | 187    | środkowa     |
| 10 | Maja Ognjenović     | 1984     | 183    | rozgrywająca |
| 12 | Elif Şahin          | 2001     | 190    | rozgrywająca |
| 13 | Samanta Fabris      | 1992     | 190    | atakująca    |
| 14 | Yaprak Erkek        | 2001     | 182    | przyjmująca  |
| 16 | Dilay Özdemir       | 2005     | 187    | rozgrywająca |
| 18 | Irina Woronkowa     | 1995     | 190    | przyjmująca  |
| 19 | Defne Başyolcu      | 2006     | 188    | atakująca    |
| 88 | Sinead Jack-Kısal   | 1993     | 190    | środkowa     |

### Sezon 2021/2022
| Nr | Imię i nazwisko                 | Data ur. | Wzrost | Pozycja               |
| -- | ------------------------------- | -------- | ------ | --------------------- |
| 1  | Melisa Memiş                    | 1998     | 178    | libero                |
| 2  | Simge Aköz                      | 1991     | 168    | libero                |
| 3  | Tijana Bošković                 | 1997     | 191    | atakująca             |
| 4  | Beyza Arıcı                     | 1995     | 191    | środkowa              |
| 5  | Merve Atlıer                    | 2000     | 192    | środkowa              |
| 6  | Saliha Şahin                    | 1998     | 185    | przyjmująca           |
| 7  | Hande Baladın                   | 1997     | 189    | przyjmująca           |
| 8  | Yasemin Güveli                  | 1999     | 187    | środkowa              |
| 9  | Jordan Thompson (do 02.12.2021) | 1997     | 193    | przyjmująca/atakująca |
| 10 | Maja Ognjenović                 | 1984     | 183    | rozgrywająca          |
| 12 | Elif Şahin                      | 2001     | 190    | rozgrywająca          |
| 13 | McKenzie Adams                  | 1992     | 192    | przyjmująca           |
| 14 | Gözde Yılmaz (od 07.12.2021)    | 1991     | 194    | przyjmująca/atakująca |
| 15 | Laura Heyrman                   | 1993     | 186    | środkowa              |
| 17 | Fatma Yıldırım                  | 1990     | 180    | przyjmująca           |
| 18 | Selin Arifoğlu (od 18.01.2022)  | 1992     | 185    | środkowa              |

### Sezon 2020/2021
| Nr | Imię i nazwisko                | Data ur. | Wzrost | Pozycja               |
| -- | ------------------------------ | -------- | ------ | --------------------- |
| 1  | Melisa Memiş                   | 1998     | 178    | libero                |
| 2  | Simge Aköz                     | 1991     | 168    | libero                |
| 3  | Tijana Bošković                | 1997     | 191    | atakująca             |
| 4  | Beyza Arıcı                    | 1995     | 191    | środkowa              |
| 5  | Merve Atlıer                   | 2000     | 192    | środkowa              |
| 6  | Saliha Şahin                   | 1998     | 185    | przyjmująca           |
| 7  | Hande Baladın                  | 1997     | 189    | przyjmująca           |
| 8  | Yasemin Güveli                 | 1999     | 187    | środkowa              |
| 9  | Jordan Thompson                | 1997     | 193    | przyjmująca/atakująca |
| 11 | Chiaka Ogbogu                  | 1995     | 188    | środkowa              |
| 12 | Elif Şahin                     | 2001     | 190    | rozgrywająca          |
| 13 | Slađana Mirković               | 1995     | 185    | rozgrywająca          |
| 14 | Melis Durul                    | 1991     | 186    | atakująca             |
| 16 | Madison Rigdon (od 21.02.2021) | 1995     | 183    | przyjmująca           |
| 17 | Fatma Yıldırım                 | 1990     | 180    | przyjmująca           |

### Sezon 2019/2020
| Nr | Imię i nazwisko                | Data ur. | Wzrost | Pozycja      |
| -- | ------------------------------ | -------- | ------ | ------------ |
| 2  | Buse Melis Kara                | 1998     | 183    | przyjmująca  |
| 3  | Tijana Bošković                | 1997     | 191    | atakująca    |
| 4  | Beyza Arıcı                    | 1995     | 191    | środkowa     |
| 5  | Simge Aköz                     | 1991     | 168    | libero       |
| 6  | Lauren Gibbemeyer              | 1988     | 187    | środkowa     |
| 7  | Hande Baladın                  | 1997     | 189    | przyjmująca  |
| 8  | Yasemin Güveli                 | 1999     | 187    | środkowa     |
| 9  | Merve Dalbeler (od 08.01.2020) | 1987     | 180    | libero       |
| 10 | Kim Yeon-koung                 | 1988     | 192    | przyjmująca  |
| 11 | Gamze Kılıç                    | 1993     | 179    | rozgrywająca |
| 12 | Natália Pereira                | 1989     | 184    | przyjmująca  |
| 13 | Carli Lloyd                    | 1989     | 180    | rozgrywająca |
| 14 | Melis Durul                    | 1991     | 186    | atakująca    |
| 15 | Ergül Avcı                     | 1987     | 190    | środkowa     |
| 16 | Saliha Şahin                   | 1998     | 185    | przyjmująca  |
| 17 | Sonja Newcombe (od 27.01.2020) | 1988     | 188    | przyjmująca  |

### Sezon 2018/2019
| Nr | Imię i nazwisko       | Data ur. | Wzrost | Pozycja      |
| -- | --------------------- | -------- | ------ | ------------ |
| 1  | Güldeniz Paşaoğlu     | 1986     | 182    | przyjmująca  |
| 2  | Meliha İsmailoğlu     | 1993     | 188    | przyjmująca  |
| 3  | Tijana Bošković       | 1997     | 191    | atakująca    |
| 4  | Beyza Arıcı           | 1995     | 191    | środkowa     |
| 5  | Simge Aköz            | 1991     | 168    | libero       |
| 6  | Lauren Gibbemeyer     | 1988     | 187    | środkowa     |
| 7  | Nataša Krsmanović     | 1985     | 187    | środkowa     |
| 8  | Gamze Kılıç           | 1993     | 179    | rozgrywająca |
| 9  | Büşra Cansu           | 1990     | 185    | środkowa     |
| 10 | Jordan Larson-Burbach | 1986     | 188    | przyjmująca  |
| 11 | Ezgi Dilik            | 1995     | 178    | rozgrywająca |
| 14 | Gözde Yılmaz          | 1991     | 195    | atakująca    |
| 15 | Merve Atlıer          | 2000     | 192    | środkowa     |
| 17 | Dilara Bağcı          | 1994     | 165    | libero       |
| 18 | Kim Yeon-koung        | 1988     | 192    | przyjmująca  |

### Sezon 2017/2018

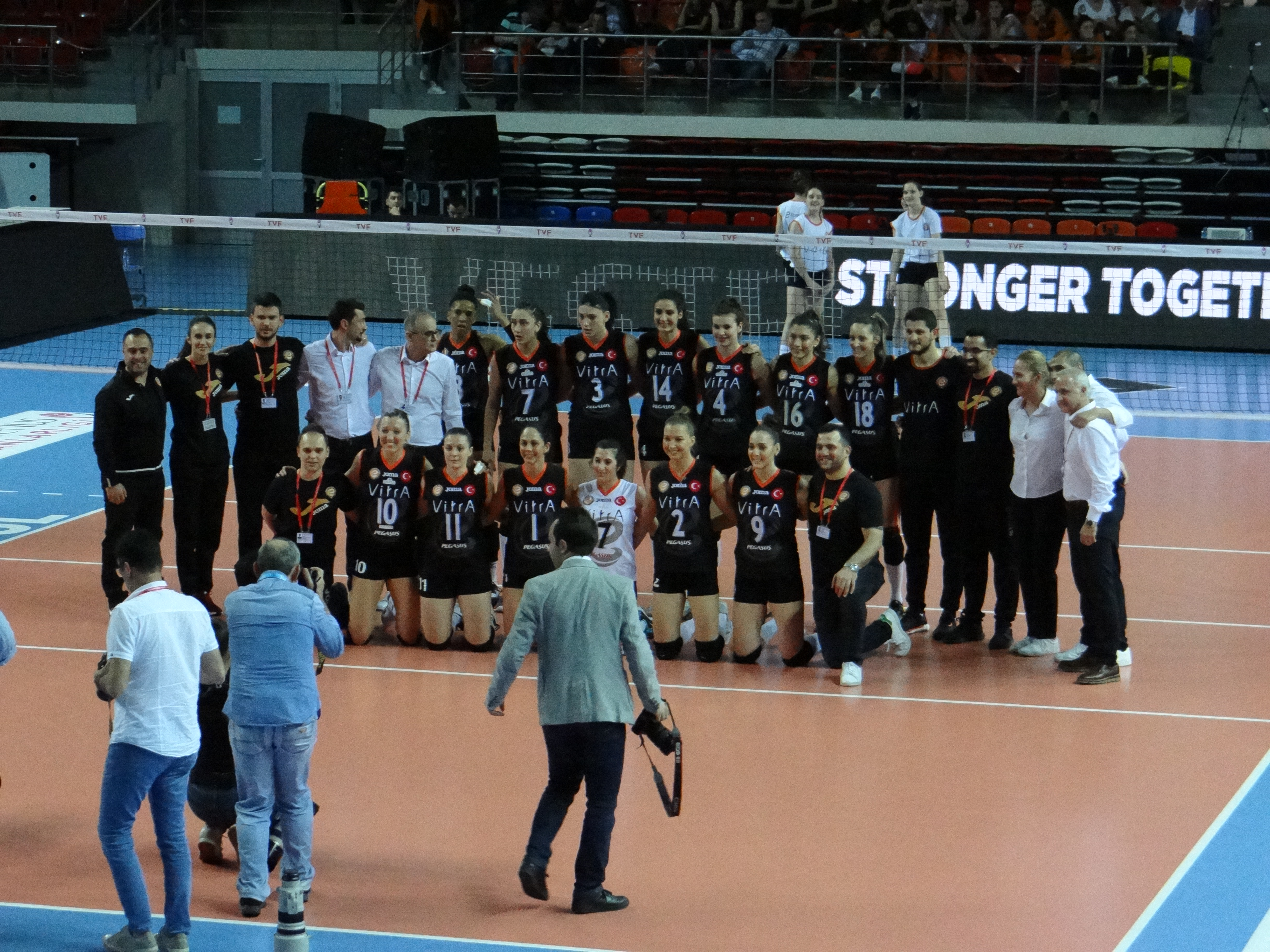
Zawodniczki Eczacıbaşı Stambuł w sezonie 2017/2018

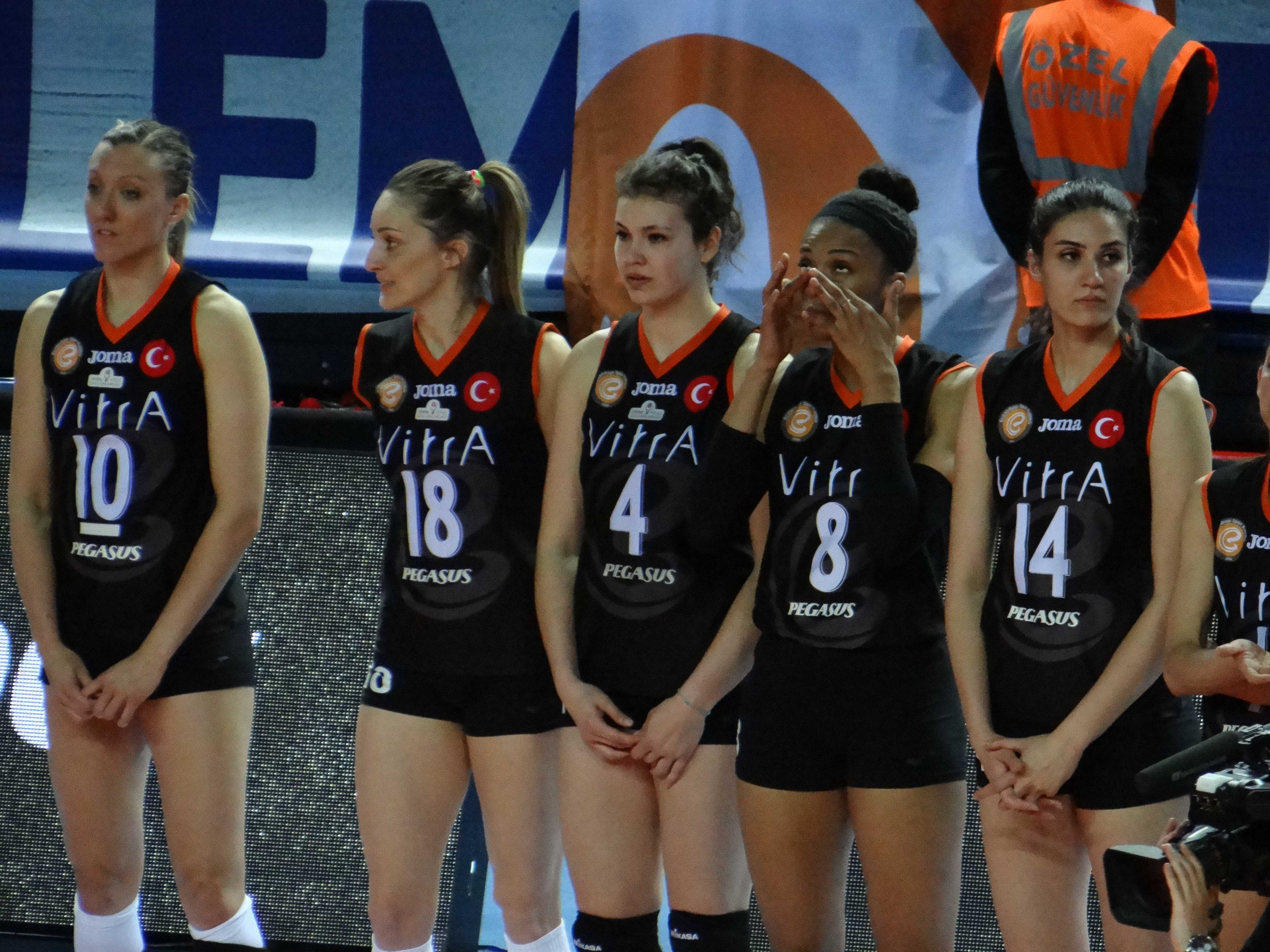
Zawodniczki Eczacıbaşı Stambuł w sezonie 2017/2018 od lewej: Jordan Larson-Burbach nr 10, Maja Ognjenović nr 18, Beyza Arıcı nr 4, Rachael Adams nr 8, Gözde Yılmaz nr 14

| Nr | Imię i nazwisko       | Data ur. | Wzrost | Pozycja      |
| -- | --------------------- | -------- | ------ | ------------ |
| 1  | Güldeniz Paşaoğlu     | 1986     | 182    | przyjmująca  |
| 2  | Meliha İsmailoğlu     | 1993     | 188    | przyjmująca  |
| 3  | Tijana Bošković       | 1997     | 191    | atakująca    |
| 4  | Beyza Arıcı           | 1995     | 191    | środkowa     |
| 5  | Simge Aköz            | 1991     | 168    | libero       |
| 7  | Hande Baladın         | 1997     | 189    | przyjmująca  |
| 8  | Rachael Adams         | 1990     | 189    | środkowa     |
| 9  | Büşra Cansu           | 1990     | 185    | środkowa     |
| 10 | Jordan Larson-Burbach | 1986     | 188    | przyjmująca  |
| 11 | Ezgi Dilik            | 1995     | 178    | rozgrywająca |
| 12 | Yasemin Güveli        | 1999     | 187    | środkowa     |
| 14 | Gözde Yılmaz          | 1991     | 195    | atakująca    |
| 17 | Dilara Bağcı          | 1994     | 165    | libero       |
| 18 | Maja Ognjenović       | 1984     | 183    | rozgrywająca |

### Sezon 2016/2017
| Nr | Imię i nazwisko       | Data ur. | Wzrost | Pozycja      |
| -- | --------------------- | -------- | ------ | ------------ |
| 1  | Gizem Mısra Aşçi      | 1998     | 175    | rozgrywająca |
| 2  | Gülden Kuzubaşıoğlu   | 1980     | 167    | libero       |
| 3  | Tijana Bošković       | 1997     | 191    | atakująca    |
| 4  | Damla Çakıroğlu       | 1994     | 181    | przyjmująca  |
| 5  | Simge Aköz            | 1991     | 168    | libero       |
| 6  | Thaísa                | 1987     | 196    | środkowa     |
| 7  | Hande Baladın         | 1997     | 189    | przyjmująca  |
| 8  | Rachael Adams         | 1990     | 189    | środkowa     |
| 9  | Büşra Cansu           | 1990     | 185    | środkowa     |
| 10 | Jordan Larson-Burbach | 1986     | 188    | przyjmująca  |
| 11 | Nilay Özdemir         | 1985     | 179    | rozgrywająca |
| 14 | Gözde Yılmaz          | 1991     | 195    | przyjmująca  |
| 15 | Tatjana Koszelewa     | 1988     | 191    | przyjmująca  |
| 16 | Ceylan Arısan         | 1994     | 190    | środkowa     |
| 17 | Neslihan Demir        | 1983     | 187    | atakująca    |
| 18 | Maja Ognjenović       | 1984     | 183    | rozgrywająca |

### Sezon 2015/2016
| Nr | Imię i nazwisko       | Data ur. | Wzrost | Pozycja               |
| -- | --------------------- | -------- | ------ | --------------------- |
| 2  | Gülden Kuzubaşıoğlu   | 1980     | 167    | libero                |
| 3  | Tijana Bošković       | 1997     | 191    | atakująca             |
| 4  | Damla Çakıroğlu       | 1994     | 181    | przyjmująca           |
| 5  | Molly Kreklow         | 1992     | 182    | rozgrywająca          |
| 7  | Dilara Bağcı          | 1994     | 165    | libero                |
| 9  | Büşra Cansu           | 1990     | 185    | środkowa              |
| 10 | Jordan Larson-Burbach | 1986     | 188    | przyjmująca           |
| 11 | Hande Baladın         | 1997     | 189    | przyjmująca/atakująca |
| 12 | Rosir Calderón Díaz   | 1984     | 191    | przyjmująca/atakująca |
| 13 | Christiane Fürst      | 1985     | 192    | środkowa              |
| 15 | Neriman Özsoy         | 1988     | 188    | przyjmująca           |
| 17 | Neslihan Demir        | 1983     | 187    | atakująca             |
| 18 | Maja Poljak           | 1983     | 194    | środkowa              |
| 19 | Nilay Özdemir         | 1985     | 179    | rozgrywająca          |
| 20 | Bahar Toksoy Guidetti | 1988     | 188    | środkowa              |

### Sezon 2014/2015
| Nr | Imię i nazwisko       | Data ur. | Wzrost | Pozycja               |
| -- | --------------------- | -------- | ------ | --------------------- |
| 1  | Bethania de la Cruz   | 1989     | 188    | przyjmująca/atakująca |
| 2  | Gülden Kuzubaşıoğlu   | 1980     | 167    | libero                |
| 5  | Şeyma Ercan           | 1994     | 187    | przyjmująca           |
| 6  | Ceylan Arısan         | 1994     | 190    | środkowa              |
| 7  | Dilara Bağcı          | 1994     | 165    | libero                |
| 8  | Asuman Karakoyun      | 1990     | 180    | rozgrywająca          |
| 9  | Büşra Cansu           | 1990     | 185    | środkowa              |
| 10 | Jordan Larson-Burbach | 1986     | 188    | przyjmująca           |
| 11 | Nilay Özdemir         | 1985     | 179    | rozgrywająca          |
| 12 | Esra Kırıcı           | 1982     | 181    | przyjmująca           |
| 13 | Christiane Fürst      | 1985     | 192    | środkowa              |
| 14 | Gözde Yılmaz          | 1991     | 195    | atakująca             |
| 17 | Neslihan Demir        | 1983     | 187    | atakująca             |
| 18 | Maja Poljak           | 1983     | 194    | środkowa              |

### Sezon 2013/2014
- 1.  Senna Ušić-Jogunica
- 2.  Gülden Kuzubaşıoğlu
- 4.  Hande Baladın
- 5.  Hazal Selin Uygur
- 6.  Andressa Picussa
- 7.  Yimei Wang
- 8.  Asuman Karakoyun
- 9.  Büşra Cansu
- 10. Denise Hanke
- 11. Buse Kayacan
- 12. Esra Kırıcı
- 13. Christa Harmotto
- 14. Arelya Karasoy
- 15. Şeyma Ercan
- 16. Helena Havelková
- 17. Neslihan Demir
- 18. Maja Poljak

### Sezon 2012/2013
- 1.  Senna Ušić-Jogunica
- 2.  Gülden Kuzubaşıoğlu
- 4.  Aleksandra Petrović
- 5.  Lubow Szaszkowa
- 6.  Melis Durul
- 7.  Buse Kayacan
- 8.  Asuman Karakoyun
- 9.  Büşra Cansu
- 10. Özge Çemberci
- 12. Esra Kırıcı
- 14. Gözde Yılmaz
- 16. Ceylan Arısan
- 17. Neslihan Demir
- 18. Maja Poljak

### Sezon 2011/2012
- 1.  Senna Ušić-Jogunica
- 2.  Gülden Kuzubaşıoğlu
- 4.  Ceylan Arısan
- 5.  Dragana Marinković
- 6.  Melis Durul
- 7.  Elif Öner
- 8.  Asuman Karakoyun
- 9.  Büşra Cansu
- 10. Didem Durmaz
- 11. Buse Kayacan
- 12. Esra Gümüş
- 13. Mirka Francia Vasconcelos
- 14. Gözde Yılmaz
- 15. Nesve Büyükbayram
- 16. Cemre Kuzuloğlu
- 17. Neslihan Demir Darnel
- 18. Maja Poljak

### Sezon 2010/2011
- 1.  Jewhenija Duszkewycz
- 2.  Gülden Kayalar
- 3.  Serpil Ersarı
- 5.  Aysun Ayhan
- 7.  Elif Ağca
- 9.  Büşra Cansu
- 10. Nesve Büyükbayram
- 11. Heather Bown
- 12. Esra Gümüş
- 13. Mirka Francia Vasconcelos
- 14. Gözde Yılmaz
- 15. Antonella Del Core
- 17. Neslihan Demir Darnel
- 18. Asuman Karakoyun

### Sezon 2009/2010
- 1.  Sevinç Dalgıç
- 2.  Gülden Kayalar
- 3.  Neriman Özsoy
- 4.  Maja Ognjenović
- 5.  Gökçen Denkel
- 7.  Natalia Hanikoğlu
- 9.  Büşra Cansu
- 10. Marija Borisienko
- 12. Esra Gümüş
- 13. Mirka Francia Vasconcelos
- 14. Seray Altay
- 15. Nesve Büyükbayram
- 17. Aysun Özbek
- 18. Asuman Karakoyun